# Soyouz 29
Soyouz-29 (en russe : Союз 29, Union 29) est une mission spatiale soviétique habitée lancée en 1978 vers la station spatiale Saliout 6. Cela a été la cinquième mission vers Saliout 6, la quatrième à s'y attacher avec succès, et l'équipage est le deuxième par la durée dans la station orbitale. Le commandant Vladimir Kovalyonok et l'ingénieur de vol Aleksandr Ivanchenkov établirent un nouveau record d'endurance spatiale de 139 jours. Ils rentrèrent avec la mission Soyouz 31, et les cosmonautes présents dans Saliout 6 à leur arrivée retournèrent sur Terre avec Soyouz 29.

## Équipage
Les nombres entre parenthèses indiquent le nombre de vols spatiaux effectués par chaque individu jusqu'à cette mission incluse.
Décollage :
- Vladimir Kovalyonok (2)
- Alexandre Ivantchenkov (1)

Atterrissage :
- Valeri Bykovski (3)
- Sigmund Jähn (1)

## Paramètres de la mission

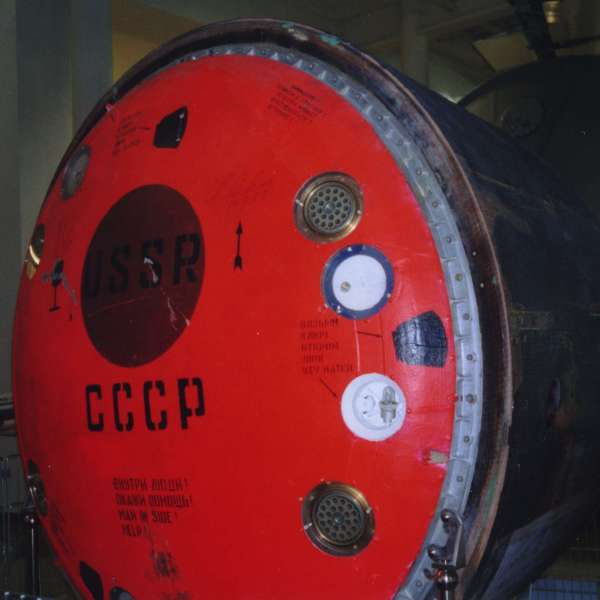
Capsule d'atterrissage de Soyouz 29.

- Masse : 6800 kg
- Périgée : 197.8 km
- Apogée : 266 km
- Inclinaison : 51,65°
- Période : 88,86 minutes